# Secrétariat général du gouvernement (Tunisie)
Pour les articles homonymes, voir Secrétariat général du Gouvernement et SGG.

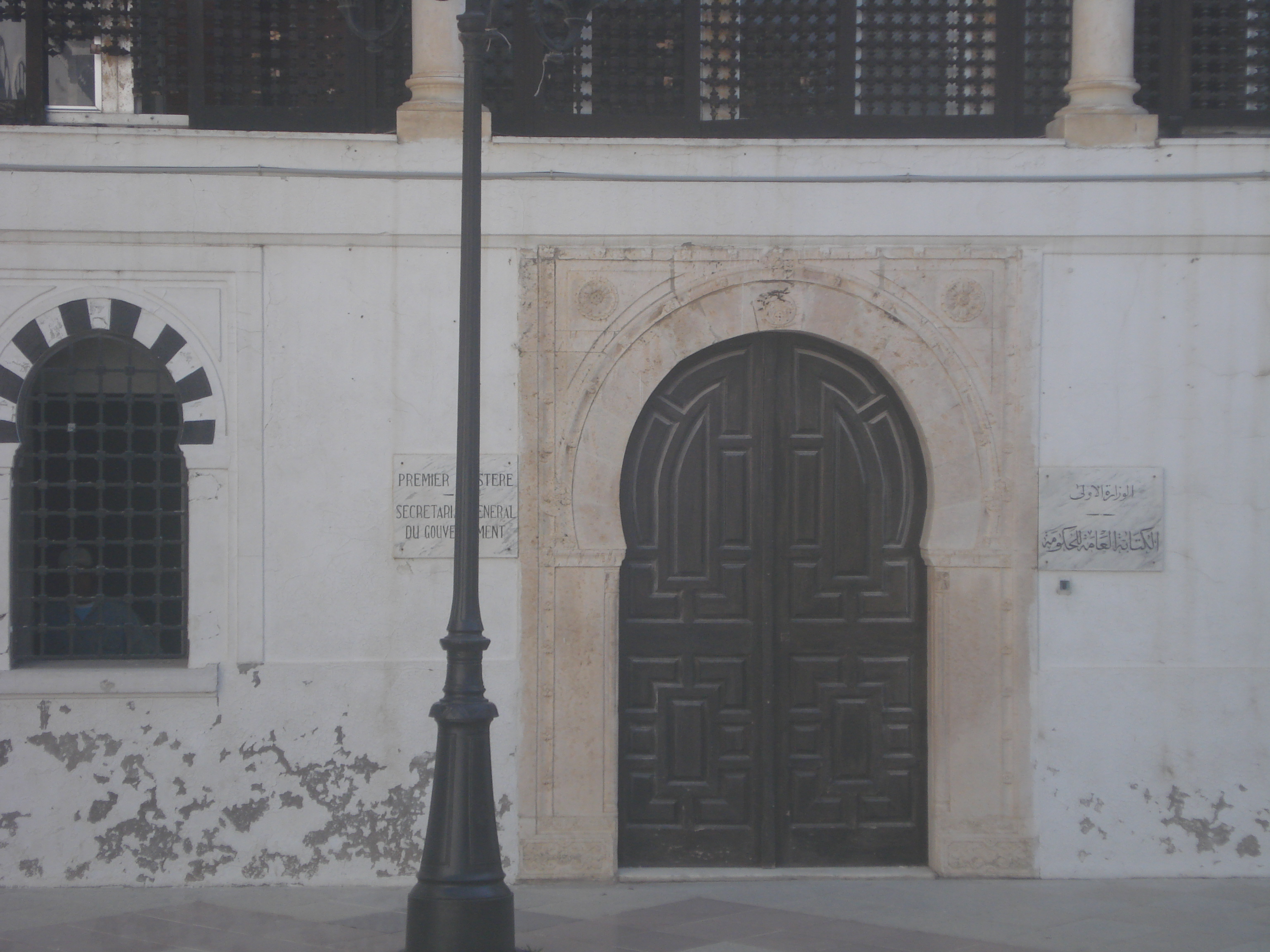
Porte du secrétariat général du gouvernement.

Le secrétariat général du gouvernement est un service administratif créé le 10 avril 1971 et chargé d'assurer le bon fonctionnement du gouvernement tunisien.
Il est dirigé par un secrétaire général.

## Histoire
Le secrétariat général du gouvernement est créé la première fois le 4 février 1883 sous le règne d'Ali III Bey, un an et demi après l'instauration du protectorat français. Il est alors présidé par un haut fonctionnaire français avec rang de ministre,.

## Rôle
Le secrétariat général du gouvernement est chargé : 
- d'assurer l'organisation administrative du travail gouvernemental ;
- de préparer l'ordre du jour du Conseil des ministres et des conseils interministériels, tenir un procès-verbal de leurs travaux et suivre leur exécution ;
- de s'occuper des relations entre le gouvernement et le Parlement ;
- d'étudier la mise en forme et la publication des textes législatifs et réglementaires au Journal officiel de la République tunisienne ;
- de contrôler administrativement et financièrement l'administration ainsi que d'étudier les moyens d'améliorer le fonctionnement des services publics ;
- d'étudier et de contrôler les affaires relatives au personnel de l'État, des collectivités publiques locales et des établissements publics.

## Établissements rattachés
- Direction juridique et de législation
- Direction des affaires économiques, financières et sociales
- Direction de la fonction publique
- Inspection générale des services administratifs
- Sous-direction des archives générales

## Liste des secrétaires généraux
- 29 octobre 1971-31 mai 1976 : Baccar Touzani
- 31 mai 1976-27 décembre 1977 : Moncef Bel Hadj Amor
- 27 décembre 1977-8 novembre 1979 : Othman Kechrid
- 8 novembre 1979-24 avril 1980 : Moncef Zaafrane
- 24 avril 1980-27 novembre 1987 : ?
- 27 novembre 1987-11 avril 1989 : Houcine Cherif
- 11 avril 1989-20 février 1991 : Taoufik Cheikhrouhou
- 20 février 1991-16 janvier 1992 : Mohamed Habib Haj Saïd
- 16 janvier 1992-23 avril 1999 : Ridha Grira
- 23 avril-17 novembre 1999 : Slaheddine Cherif
- 17 novembre 1999-23 janvier 2001 : Abdallah Kaâbi
- 23 janvier 2001-22 mars 2004 : Mohamed Rachid Kechiche
- 22 mars 2004-25 janvier 2007 : Mounir Jaïdane
- 25 janvier 2007-27 janvier 2011 : Abdelhakim Bouraoui
- 27 février-1er juillet 2011 : Ridha Belhaj
- 1er juillet-24 décembre 2011 : Mohamed Salah Ben Aïssa
- 24 décembre 2011-6 février 2015 : Ridha Abdelhafidh
- 6 février 2015-22 juin 2017 : Ahmed Zarrouk
- 22 juin 2017-19 novembre 2018 : Hédi Mekni
- 19 novembre 2018-12 octobre 2019 : Riadh Mouakher
- 12 octobre 2019-9 mars 2020 : Abdellatif Hmam
- 9 mars 2020-4 septembre 2020 : Khalil Chtourou
- 4 septembre 2020-25 juillet 2021 : Walid Dhahbi
- 7 mars-3 novembre 2022 : Sarra Rejeb